# Giuseppe Saronni
Pour les articles homonymes, voir Saronni.
Giuseppe Saronni (né le 22 septembre 1957 à Novare, dans le Piémont) est un coureur cycliste italien. Il fut le rival de Francesco Moser au début des années 1980. Giuseppe Saronni a été quinze ans manager général de la Lampre, et donc mentor de Damiano Cunego. Deux de ses frères Antonio (1956) et Alberto (1961) furent coureurs professionnels ainsi que son fils Carlo (1984). 

## Biographie

### Carrière cycliste
Né à Novare, dans le Piémont, Saronni est passé professionnel en 1977. Pendant sa carrière, qui dura jusqu'en 1990, il remporta 193 victoires. En Italie, Saronni (dont le surnom fut Il Beppe) fut opposé dans une farouche rivalité à Francesco Moser (surnommé Il Cecco), comme celles qui ont opposé autrefois Alfredo Binda à Learco Guerra, et Fausto Coppi à Gino Bartali. 
Il remporta deux Tours d'Italie en 1979 et 1983, en terminant également deuxième en 1986 et troisième en 1981. Au total il y gagna 24 étapes, gagnant par quatre fois le classement par points du Tour d'Italie en 1979, 1980, 1981 et 1983.
Pour les autres courses par étapes, il remporta notamment Tirreno-Adriatico par deux fois en 1978 et 1982, le Grand Prix du Midi libre en 1979, le Tour de Romandie cette même année et le Tour de Suisse en 1982. Il ne participa qu'une seule fois au Tour de France, en 1987, qu'il abandonna.
Aux Championnats du monde de cyclisme sur route masculin, il remporta en 1982 le titre à Goodwood en Angleterre, devant l'Américain Greg LeMond. L'année précédente, il avait terminé deuxième de la course derrière le Belge Freddy Maertens à Prague. En 1986, il fut troisième derrière son compatriote Moreno Argentin et le Français Charly Mottet à Colorado Springs aux États-Unis.
En ce qui concerne les classiques, il remporta le Championnat de Zurich en 1979, la Flèche wallonne en 1980, le Tour de Lombardie en 1982 et Milan-San Remo en 1983, après qu'il a terminé trois fois deuxième de cette course en 1978, 1979 et 1980. Il est le dernier coureur à avoir remporté cette course avec le maillot arc-en-ciel sur le dos.

### Directeur sportif et manager
Après sa carrière, Giuseppe Saronni devient dirigeant d'équipe cycliste. Il est directeur sportif d'une première équipe Lampre à partir de 1992. En 1997 et 1998, il dirige l'équipe Mapei. De 1999 à 2014, il est manager de l'équipe Lampre, dans laquelle il est mêlé à l'affaire Mantoue.

## Palmarès sur route

### Palmarès amateur
- 1974
  - Coppa d'Oro
- 1976
  - Trofeo Cademartori
  - Gran Premio di Diano Marina
  - Coppa Caduti Buscatesi
  - Gran Premio Comune di Cerreto Guidi
  - 2e du Trofeo Franchina

### Palmarès professionnel
| - 1977 - Trophée Pantalica - Tour de Sicile : - Classement général - 2ea étape - Trois vallées varésines - Tour du Frioul - Tour de Vénétie - 2e du Trofeo Laigueglia - 2e de la Coppa Placci - 2e du Tour du Nord-Ouest de la Suisse - 2e de la Flèche wallonne - 2e du Tour du Piémont - 2e du GP Montelupo - 3e de Tirreno-Adriatico - 3e du Tour de la province de Reggio de Calabre - 3e du Tour des Pouilles - 3e du Tour du Latium - 3e de Milan-Vignola - 8e du Grand Prix du Midi libre - 9e du championnat du monde sur route - 1978 - 4e étape du Tour de Sardaigne - Tirreno-Adriatico : - Classement général - Prologue - Tour de Campanie - Trophée Pantalica - Tour des Pouilles : - Classement général - 1re et 3eb étapes - Tour d'Indre et Loire : - Classement général - 1re, 2ea et 3e étapes - 2e, 7e et 8e étapes du Tour d'Italie - Ruota d'Oro : - Classement général - 2e étape - Coppa Agostoni - 2e de la Coppa Sabatini - 2e de Milan-San Remo - 2e du Tour du Frioul - 3e du Tour des Apennins - 3e du championnat d'Italie sur route - 4e du championnat du monde sur route - 5e du Tour d'Italie - 7e du Rund um den Henninger Turm - 1979 - 6e étape de la Ruta del Sol - 4e étape de Tirreno-Adriatico - Championnat de Zurich - Tour de Romandie : - Classement général - 1re et 4e étapes - Tour d'Italie : - Classement général - Classement par points - 5e, 8e (contre-la-montre) et 19e (contre-la-montre) étapes - Grand Prix du Midi libre : - Classement général - Prologue et 1re étape - 1re étape de la Ruota d'Oro - Grand Prix du canton d'Argovie - Trois vallées varésines - Prologue et 2eb étape du Tour de Catalogne - Grand Prix de la ville de Camaiore - Trophée Baracchi (avec Francesco Moser) - 1re étape du Tour d'Indre-et-Loire - 2e du Trofeo Laigueglia - 2e de Tirreno-Adriatico - 2e de Milan-San Remo - 2e du Tour de Campanie - 2e de la Flèche wallonne - 2e de la Ruota d'Oro - 2e de Blois-Chaville - 8e du championnat du monde sur route - 8e de Milan-Turin - 1980 - Champion d'Italie sur route - 3e étape de Tirreno-Adriatico - Tour de Campanie - Trophée Pantalica - Tour des Pouilles : - Classement général - 1re, 4e et 5e étapes - Flèche wallonne - Grand Prix de l'industrie et de l'artisanat de Larciano - Prologue du Tour de Romandie - Tour d'Italie : - Classement par points - 1re, 2e, 3e, 13e, 17e, 19e et 21e (contre-la-montre) étapes - Coppa Bernocchi - Trois vallées varésines - Memorial Nencini (contre-la-montre) - 2e de Milan-San Remo - 2e du Tour de Toscane - 2e de la Coppa Sabatini - 3e du Tour de Romandie - 3e du Tour du Latium - 4e du Championnat de Zurich - 6e de Tirreno-Adriatico - 7e du Tour d'Italie | - 1981 - 5e étape du Tour méditerranéen - Trofeo Laigueglia - 2e étape de la Ruota d'Oro - 2e et 3e étapes de Tirreno-Adriatico - 1re, 2e et 5e étapes du Tour des Pouilles - Tour de l'Etna - 1re et 3e étapes du Tour de Romandie - Tour d'Italie : - Classement par points - 3e, 5e et 6e étapes - Grand Prix de la ville de Camaiore - 3e étape du Tour d'Allemagne - Coppa Bernocchi - Tour de Romagne - Épreuve en ligne de l'Escalade de Montjuïc - 2e du Tour de Romandie - 2e du Grand Prix de l'industrie et du commerce de Prato - 2e du championnat du monde sur route - 3e du Tour d'Italie - 3e du Tour du Frioul - 9e de Gand-Wevelgem - 1982 - Champion du monde sur route - 1re, 2e, 4e et 6e étapes de la Ruta del Sol - Tour de Sardaigne : - Classement général - 1re, 2e et 4e étapes - Tirreno-Adriatico : - Classement général - 1re et 2e étapes - Trophée Pantalica - Tour du Trentin : - Classement général - 3e étape - 2e, 10e et 21e étapes du Tour d'Italie - Tour de Suisse : - Classement général - 1re étape - Coppa Sabatini - 1re étape du Tour d'Allemagne - Coppa Agostoni - 1re étape de la Ruota d'Oro - Milan-Turin - Tour de Lombardie - 2e du Tour du Frioul - 2e du Mémorial Nencini - 6e du Tour d'Italie - 6e de Paris-Bruxelles - 7e de la Flèche wallonne - 1983 - Sassari-Cagliari - Milan-San Remo - 9e et 10e étapes du Tour d'Espagne - Tour d'Italie : - Classement général - Classement par points - 4e, 13e (contre-la-montre) et 16eb étapes - 2e de Liège-Bastogne-Liège - 2e du Mémorial Nencini - 9e de Tirreno-Adriatico - 1984 - 2e et 4e étapes du Tour de Norvège - 1985 - 1re étape de la Ruta del Sol - 3e étape de la Semaine cycliste internationale - 3e étape du Tour des Pouilles - 2e (contre-la-montre par équipes), 3e et 16e étapes du Tour d'Italie - Trophée Pantalica - 2e des Trois vallées varésines - 3e de la Semaine cycliste internationale - 1986 - Semaine cycliste internationale : - Classement général - 3e étape - 2e et 4e étapes du Tour des Pouilles - Trophée Baracchi (avec Lech Piasecki) - 2e du Tour d'Italie - 2e du Tour des Pouilles - 3e du championnat du monde sur route - 4e de Milan-San Remo - 1987 - 3e étape de Tirreno-Adriatico - Parme-Vignola - 2e du Trophée Baracchi (avec Lech Piasecki) - 1988 - 2e étape de la Ruta del Sol - Tour des Pouilles : - Classement général - 1re étape - Trois vallées varésines - 2e de la Semaine cycliste internationale - 2e de la Coppa Placci - 2e du championnat d'Italie sur route - 1989 - Prologue de la Ruta del Sol - 2e du Tour de Romagne - 1990 - Tour de la province de Reggio de Calabre |  |

### Résultats sur les grands tours

#### Tour d'Italie
13 participations
- 1978 : 5e, vainqueur des 2e, 7e et 8e étapes
- 1979 :  Vainqueur du classement général,  vainqueur du classement par points, vainqueur des 5e, 8e (contre-la-montre) et 19e (contre-la-montre) étapes,  maillot rose pendant 12 jours
- 1980 : 7e,  vainqueur du classement par points, vainqueur des 1re, 2e, 3e, 13e, 17e, 19e et 21e (contre-la-montre) étapes
- 1981 : 3e,  vainqueur du classement par points, vainqueur des 3e, 5e et 6e étapes,  maillot rose pendant 7 jours
- 1982 : 6e, vainqueur des 2e, 10e et 21e étapes
- 1983 :  Vainqueur du classement général,  vainqueur classement par points, vainqueur des 4e, 13e (contre-la-montre) et 16eb étapes,  maillot rose pendant 15 jours
- 1984 : 16e
- 1985 : 15e, vainqueur des 2e (contre-la-montre par équipes), 3e et 16e étapes,  maillot rose pendant 2 jours
- 1986 : 2e,  maillot rose pendant 11 jours
- 1987 : non-partant (17e étape)
- 1988 : 27e
- 1989 : 75e
- 1990 : 45e

#### Tour de France
1 participation
- 1987 : abandon (13e étape)

#### Tour d'Espagne
4 participations
- 1983 : abandon (17e étape), vainqueur des 9e et 10e étapes
- 1984 : abandon (15e étape)
- 1989 : abandon (5e étape)
- 1990 : abandon (12e étape)

## Palmarès sur piste

### Jeux méditerranéens
- Alger 1975
  -  Médaillé d'or de la poursuite par équipes (avec Ernesto Bisacchi, Rino De Candido (de) et Marino Bastianello)

### Championnats d'Europe
- 1975
  -  Médaillé d'argent de la vitesse juniors

### Championnats nationaux
- 1974
  -  Champion d'Italie de vitesse juniors
- 1975
  -  Champion d'Italie de vitesse juniors

### Autres compétitions
- 1978
  - 2e des Six Jours de Milan (avec Patrick Sercu)
- 1980
  - Six Jours de Milan (avec Patrick Sercu)
- 1982
  - Six Jours de Milan (avec René Pijnen)

## Distinctions
En 2002, Giuseppe Saronni fait partie des coureurs retenus dans le Hall of Fame de l'Union cycliste internationale.
- Mémorial Gastone Nencini (révélation italienne de l'année) : 1977
- Giglio d'Oro (coureur italien de l'année) : 1980, 1981 et 1982
- Sportif italien de l'année au Gazzetta Sports Awards : 1982
- Mendrisio d'or : 1982
- Seminatore d'Oro : 1983